# Liste du patrimoine culturel immatériel de l'humanité en Palestine
Cet article recense les pratiques inscrites au patrimoine culturel immatériel en Palestine.

## Statistiques
La Palestine ratifie la convention pour la sauvegarde du patrimoine culturel immatériel le 8 décembre 2011. La première pratique protégée est inscrite en 2008.
En 2024, la Palestine compte 8 éléments inscrits au patrimoine culturel immatériel, sur la liste représentative.

## Listes

### Liste représentative
L'élément suivant es inscrit sur la liste représentative du patrimoine culturel immatériel de l'humanité :
| Élément                                                                                     | Type | Subdivision | Année | Lien  | Notes | Illus. |
| ------------------------------------------------------------------------------------------- | --- | ----------- | ----- | ----- | --- | ------ |
| La Hikaye palestinienne                                                                     | traditions et expressions orales |             | 2008  | 00124 | |        |
| Les connaissances, savoir-faire, traditions et pratiques associés au palmier dattier        | connaissances et pratiques concernant la nature et l'univers savoir-faire liés à l'artisanat traditionnel                                                   |             | 2019  | 01509 | Partagé avec l'Arabie saoudite, Bahreïn, l'Égypte, aux Émirats arabes unis, l'Irak, la Jordanie, le Koweït, le Maroc, la Mauritanie, Oman, le Qatar, le Soudan, la Tunisie et le Yémen            |        |
| La calligraphie arabe : connaissances, compétences et pratiques                             | pratiques sociales, rituels et événements festifs savoir-faire liés à l’artisanat traditionnel                                                              |             | 2021  | 01718 | Partagé avec l'Arabie saoudite, l'Algérie, Bahreïn, l'Égypte, les Émirats arabes unis, l'Irak, la Jordanie, le Koweït, le Liban, la Mauritanie, le Maroc, Oman, le Soudan, la Tunisie et le Yémen |        |
| L'art de la broderie en Palestine, pratiques, compétences, connaissances et rituels         | connaissances et pratiques concernant la nature et l’univers pratiques sociales, rituels et événements festifs savoir-faire liés à l’artisanat traditionnel |             | 2021  | 01722 | |        |
| La dabkeh, danse traditionnelle en Palestine                                                | arts du spectacle pratiques sociales, rituels et événements festifs                                                                                         |             | 2023  | 01998 | |        |
| Les arts, savoir-faire et pratiques associés à la gravure sur métaux (or, argent et cuivre) | savoir-faire liés à l'artisanat traditionnel |             | 2023  | 01951 | Partagé avec l'Algérie, l'Arabie saoudite, l'Égypte, l'Irak, le Maroc, la Mauritanie, le Soudan, la Tunisie et le Yémen                                                                           |        |
| La tradition de la fabrication du savon Nablus (en) en Palestine                            | savoir-faire liés à l'artisanat traditionnel | Naplouse    | 2024  | 02112 | |        |
| Le henné : rituels, esthétique et pratiques sociales                                        | pratiques sociales, rituels et événements festifs savoir-faire liés à l'artisanat traditionnel                                                              |             | 2024  | 02116 | Partagé avec l'Algérie, l'Arabie saoudite, Bahreïn, l'Égypte, les Émirats arabes unis, l'Irak, la Jordanie, le Koweït, le Maroc, la Mauritanie, Oman, le Qatar, le Soudan, la Tunisie et le Yémen |        |

### Patrimoine immatériel nécessitant une sauvegarde urgente
La Palestine ne compte aucun élément listé sur la liste du patrimoine immatériel nécessitant une sauvegarde urgente.

### Registre des meilleures pratiques de sauvegarde
La Palestine ne compte aucune pratique listée au registre des meilleures pratiques de sauvegarde.